# جوزيف تيلي
جوزيف تيلي هو رياضياتي بلجيكي، ولد في 16 أغسطس 1837 في يبر في بلجيكا، وتوفي في 4 أغسطس 1906 في ميونخ في ألمانيا.